# Chiloe micropteron
Chiloe micropteron är en stekelart som beskrevs av Gibson och Huber 2000. Chiloe micropteron ingår i släktet Chiloe och familjen Rotoitidae. Inga underarter finns listade i Catalogue of Life.